# Абрамчук, Елена Васильевна
Елена Васильевна Абрамчук (бел. Алена Васільеўна Абрамчук; род. 14 февраля 1988, Давид-Городок, Брестская область), в девичестве Копец (бел. Капец) — белорусская легкоатлетка, специалистка по толканию ядра. Выступает за сборную Белоруссии по лёгкой атлетике с 2006 года, победительница Кубка Европы, обладательница серебряной медали чемпионата Европы в помещении, многократная призёрка первенств национального значения, участница летних Олимпийских игр в Рио-де-Жанейро. Мастер спорта Республики Беларусь международного класса.

## Биография
Елена Копец родилась 14 февраля 1988 года в Давид-Городке Брестской области Белорусской ССР.
Проходила подготовку в Брестском областном комплексном центре олимпийского резерва. Окончила факультет физической культуры Брестского государственного университета.
Впервые заявила о себе в лёгкой атлетике на международном уровне в сезоне 2006 года, когда вошла в состав белорусской национальной сборной и выступила на юниорском мировом первенстве в Пекине.
В 2007 году в толкании ядра выиграла серебряные медали в молодёжной категории Кубка Европы по зимним метаниям в Ялте и на юниорском европейском первенстве в Хенгело, тогда как на Всемирных военных играх в Хайдарабаде стала пятой.
В 2008 году получила серебро в молодёжной категории Кубка Европы по зимним метаниям в Сплите.
В 2009 году добавила в послужной список ещё одну серебряную награду, выигранную в молодёжной категории на Кубке Европы по зимним метаниям в Пуэрто-де-ла-Крус. Помимо этого, стала третьей в Первой лиге командного чемпионата Европы в Бергене, на Универсиаде в Белграде и на молодёжном европейском первенстве в Каунасе.
В 2011 году одержала победу на зимнем чемпионате Белоруссии, отметилась выступлением на чемпионате Европы в помещении в Париже, была лучшей на Кубке Европы по зимним метаниям в Софии, заняла пятое место на Универсиаде в Шэньчжэне.
В 2012 году стартовала на чемпионате мира в помещении в Стамбуле.
В 2013 году выиграла бронзовую медаль на чемпионате Европы в помещении в Гётеборге (позже в связи с дисквалификацией россиянки Евгении Колодко переместилась в итоговом протоколе на вторую позицию), стала серебряной призёркой на Кубке Европы по зимним метаниям в Кастельоне (после дисквалификации Колодко поднялась до первого места), заняла 12-е место на чемпионате мира в Москве. При этом на соревнованиях в Минске установила свой личный рекорд — 19,24.
В 2014 году выступила на чемпионате мира в помещении в Сопоте, получила серебро на Кубке Европы по зимним метаниям в Лейрии, показала девятый результат на чемпионате Европы в Цюрихе.
В 2015 году была четвёртой на чемпионате Европы в помещении в Праге и пятой на Кубке Европы по зимним метаниям в Лейрии.
На Кубке Европы 2016 года в Араде превзошла всех соперниц и завоевала золотую медаль. Выполнив олимпийский квалификационный норматив, удостоилась права защищать честь страны на летних Олимпийских играх в Рио-де-Жанейро — в программе толкания ядра благополучно преодолела предварительный квалификационный этап, тогда как в финале показала результат 17,37 метра и расположилась в итоговом протоколе на 11-й строке.
После Олимпиады в Рио Абрамчук осталась действующей спортсменкой на ещё один олимпийский цикл и продолжила принимать участие в крупнейших международных стартах. Так, в 2018 году она выступила на чемпионате Европы в Берлине, где с результатом 16,90 заняла итоговое 12-е место.
В 2019 году толкала ядро на чемпионате Европы в помещении в Глазго, но в финал не вышла.
За выдающиеся спортивные достижения удостоена почётного звания «Мастер спорта Республики Беларусь международного класса».